# マクシミリアーネ・ボルツァーガ

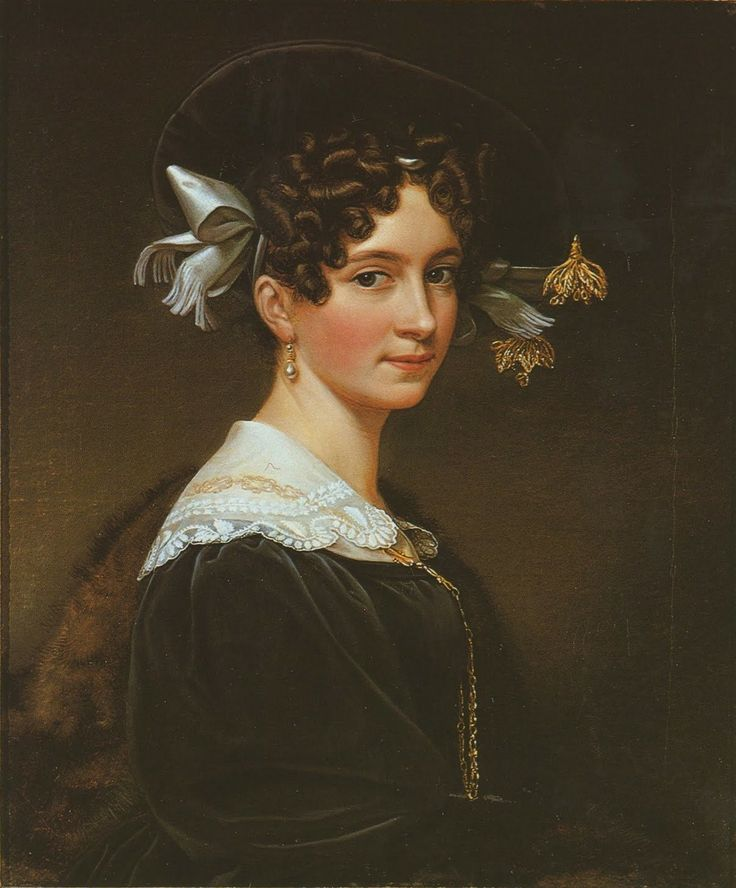
シュティーラーの手になるマクシミリアーネ・ボルツァーガの肖像

マクシミリアーネ・ボルツァーガ（Maximiliane Borzaga, 1806年4月15日 - 1837年5月15日）は、19世紀前半の南独バイエルン王国首都ミュンヘンで評判の美人だったイタリア系ドイツ人女性。同国の王ルートヴィヒ1世は宮廷画家ヨーゼフ・カール・シュティーラーに命じて自身のコレクション美人画ギャラリーに彼女の肖像を加えた。
正式な洗礼名はマクシミリアーネ・ヴァルブルク・アナスタジア（Maximiliane Walburg Anastasia）といい、ミュンヘン生まれ。父親のヨーゼフ・ボルツァーガは製塩所と質屋で出納係をしていた男で、母親のマリア・アンナはミュンヘンのザルヴァトール教会の聖具管理員の娘。一家はミュンヘン市内の聖三位一体教会に面するローフスガッセ（通り）に住んでいた。1828年クロイト在住の外科医師カール・フィリップ・クレイマーと結婚。間に1男1女をもうけるが、1837年に31歳で死去した。
シュティーラーによるボルツァーガの肖像画制作は1826年4月に始まり、翌1827年6月に完成を見た。シュティーラーはルートヴィヒ王のプロジェクトのために1823年から1850年まで27年間もの長きにわたり創作活動を続けることになるが、ボルツァーガの肖像画はその最初期の作品の1つである。ボルツァーガは黒いビロードのドレス、レース、毛皮をまとってポーズをとるよう王に指示された。彼女はさらに金鎖を垂らし、帽子を斜めにかぶり、黒い巻き毛の髪に絹のリボンを蝶結びにし、高価な真珠のイヤリングをつけている。このイヤリングはミュンヘン宮廷の御用宝石商ゴットフリート・メルクから提供されたもので、メルクの妻ヴァルブルガ・フックスはマクシミリアーネ・ボルツァーガの洗礼の代母だった。ボルツァーガの姿からは彼女の豊かな暮らしぶりや気品が伝わってくる。ボルツァーガがギャラリーのモデルに抜擢されたことは、ルートヴィヒ王が身分・階級差にこだわらず、美しい女性を崇拝していたことを示す証左でもあった。

## 引用・脚注
1. 1 2 3 4  DFG-Viewer: Taufen. Abgerufen am 1. Mai 2024.